# Bryne Fotballklubb
Bryne Idrettslag  er en norsk fodboldklub, hjemmehørende i byen Bryne, som blev stiftet 10. april 1926. Klubben spiller i den norske OBOS-ligaen.
I de første 10 år var det kun fodbold der blev spillet, senere også atletik. Den første tællende kamp blev spillet mod nabobyen Klepp i 1929, og endte 4-4. I 1991 ændrede Bryne IL struktur. Fodboldafdelingen blev en selvstændig klub, og fra det tidspunkt kaldet Bryne FK.
Klubbens største meritter er pokalsejren i 1987 efter mål af trønderen Kolbjørn Ekker, og ligasølv i 1980 og 1982. Klubben spillede i 1. division fra 1976 til 1988. Klubben rykkede op til eliteserien i 1999, men rykkede igen ned til 1. division i 2003.
I 2006 blev mangemillionæren Tore Lie ny hovedsponsor for Bryne, gennem selskabet Otium. Aftalen havde en værdi på 3,6 millioner norske kroner over en treårig periode.

## Stadion
Brynes stadion hedder Bryne stadion og har en tilskuerkapacitet på 10.000 (2.507 sæder), begrænset til 3.500. Publikumsrekorden blev sat i 1977 mod ærkerivalen Viking. Under kampen var der 14.500 tilskuere på stadionet. I det nuværende stadion ligger en fodboldhal, Jærhallen, med de målene 45 x 70m. Hallen er en stålkonstruktion med PVC-belægning.